# 普勒达涅勒
普勒达涅勒（法語：Pleudaniel，法語發音：[plødanjɛl]）是法国阿摩尔滨海省的一个市镇，位于该省西北部，属于拉尼永区。

## 地理
普勒达涅勒（48°45'58"N, 3°8'40"W）面积18.42 平方千米，位于法国布列塔尼大區阿摩尔滨海省，该省份为法国西北部沿海省份，位于布列塔尼半岛北部，北濒大西洋英吉利海峡，西接菲尼斯泰尔省，南至莫尔比昂省，东临伊勒-维莱讷省。
与普勒达涅勒接壤的市镇（或旧市镇、城区）包括：普勒默尔戈捷、莱扎德里约、普洛埃扎勒、拉罗什若迪。

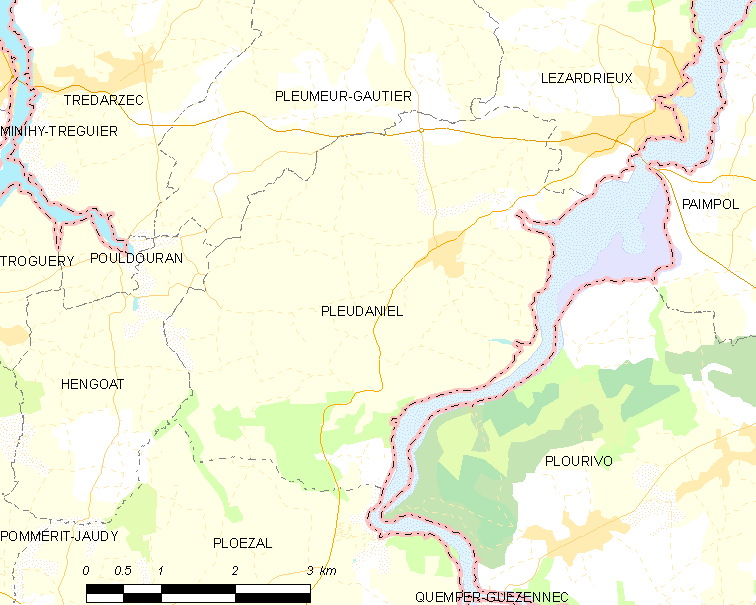
普勒达涅勒的OSM定位图

普勒达涅勒的时区为UTC+01:00、UTC+02:00（夏令时）。

## 行政
普勒达涅勒的邮政编码为22740，INSEE市镇编码为22196。

## 政治
普勒达涅勒所属的省级选区为特雷吉耶县。

## 人口

1962-2008年间普勒达涅勒人口变化图示

普勒达涅勒于2022年1月1日时的人口数量为925人。